# مریم‌گلی لوله‌ای
مریم‌گلی شهراب یا مریم‌گلی (نام علمی: Salvia macrosiphon) نام یک گونه از سرده مریم‌گلی است. نام بسیار پربسامد این گیاه در مناطق گوناگون ایران (تقریباً در همه مناطق کوهستانی با پوشش گیاهی متوسط ایران از زاگرس بزرگ تا البرز دیده می‌شود) شاه دانه است. بهتر است به جای واژه پیشنهادی «مریم گلی شهراب» که نامگذاری سه کلمه ای و امروزی هستند از واژه پربسامد و کهن تر شاه دانه(shah dane) استفاده شود. از دیرباز این گیاه در مناطق یادشده به خصوص در شهراب استان همدان (اسدآباد) به عنوان یک پشه کش طبیعی استفاده می‌شده‌است. به همین دلیل برخی به آن «گل پشه» هم می‌گویند که عامیانه تر است. پشه‌ها با استشمام بوی این گل متواری می‌شوند و پس از رسیدن دانه‌های آن مصرف درمانی دارد و بسیار مفید است.